# 근거리 통신망

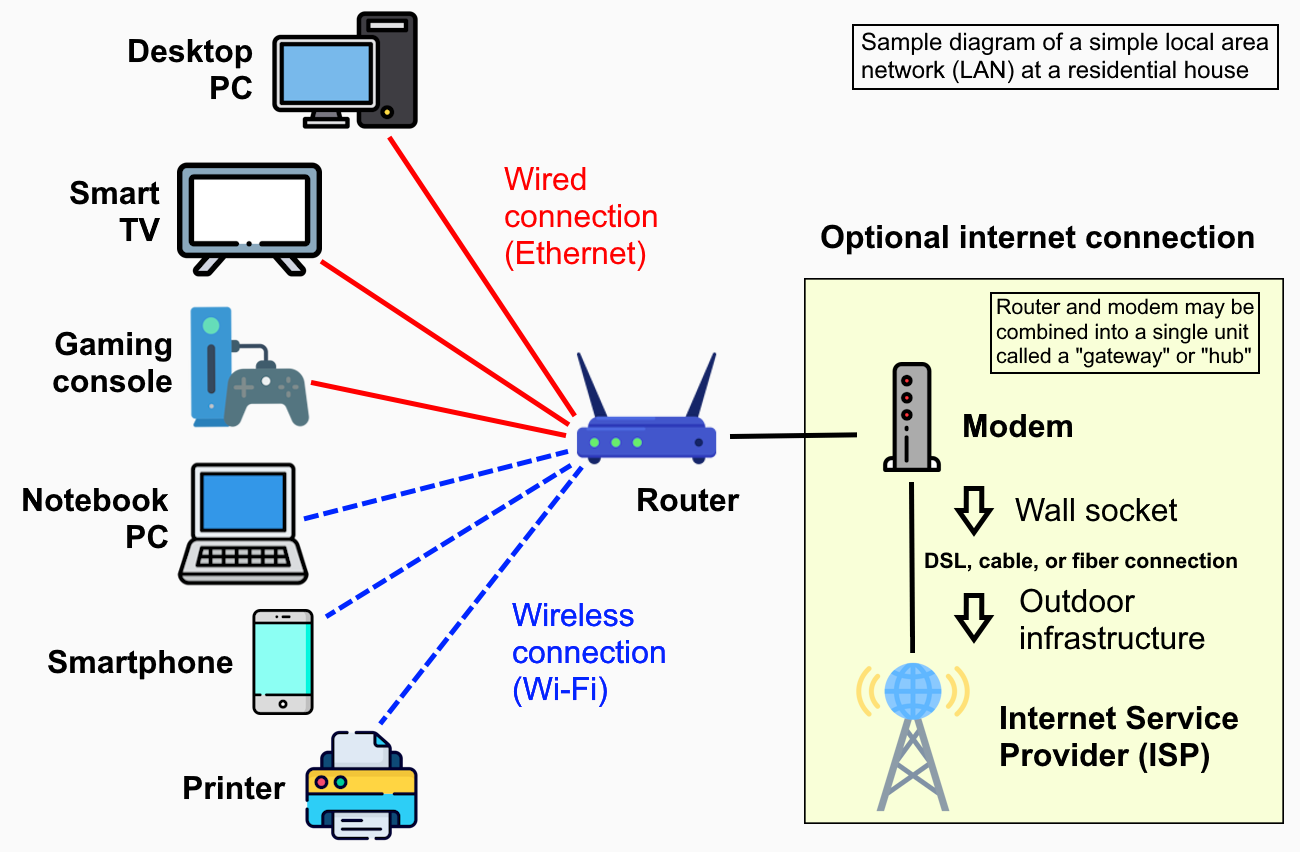
주거용 주택의 LAN 개념도; 이 경우 라우터는 무선 액세스 포인트 역할도 하는 것으로 가정한다. 또한 이 예시(노란색으로 음영 처리됨)에는 고정회선 방식을 통한 네트워크의 인터넷 연결이 표시된다.

근거리 통신망, 로컬 영역 네트워크(영어: local area network, LAN), 구내 정보 통신망은 주거지, 캠퍼스 또는 건물과 같이 제한된 영역 내에서 컴퓨터를 상호 연결하는 컴퓨터 망이며, 네트워크 장비와 상호 연결이 로컬에서 관리된다. LAN은 데이터 분산 및 프린터와 같은 네트워크 장치 공유를 용이하게 한다.
LAN은 더 넓은 지리적 거리를 커버할 뿐만 아니라 일반적으로 전용선 통신 회선 또는 인터넷 링크를 포함하는 광역 통신망(WAN)과 대조된다. 더욱 큰 대조는 전 세계적으로 연결된 비즈니스 및 개인 컴퓨터 시스템인 인터넷이다.
이더넷과 와이파이는 근거리 통신망에 사용되는 가장 일반적인 두 가지 기술이며, 과거의 네트워크 기술로는 ARCNET, 토큰링, LocalTalk가 있다.

## 케이블 연결

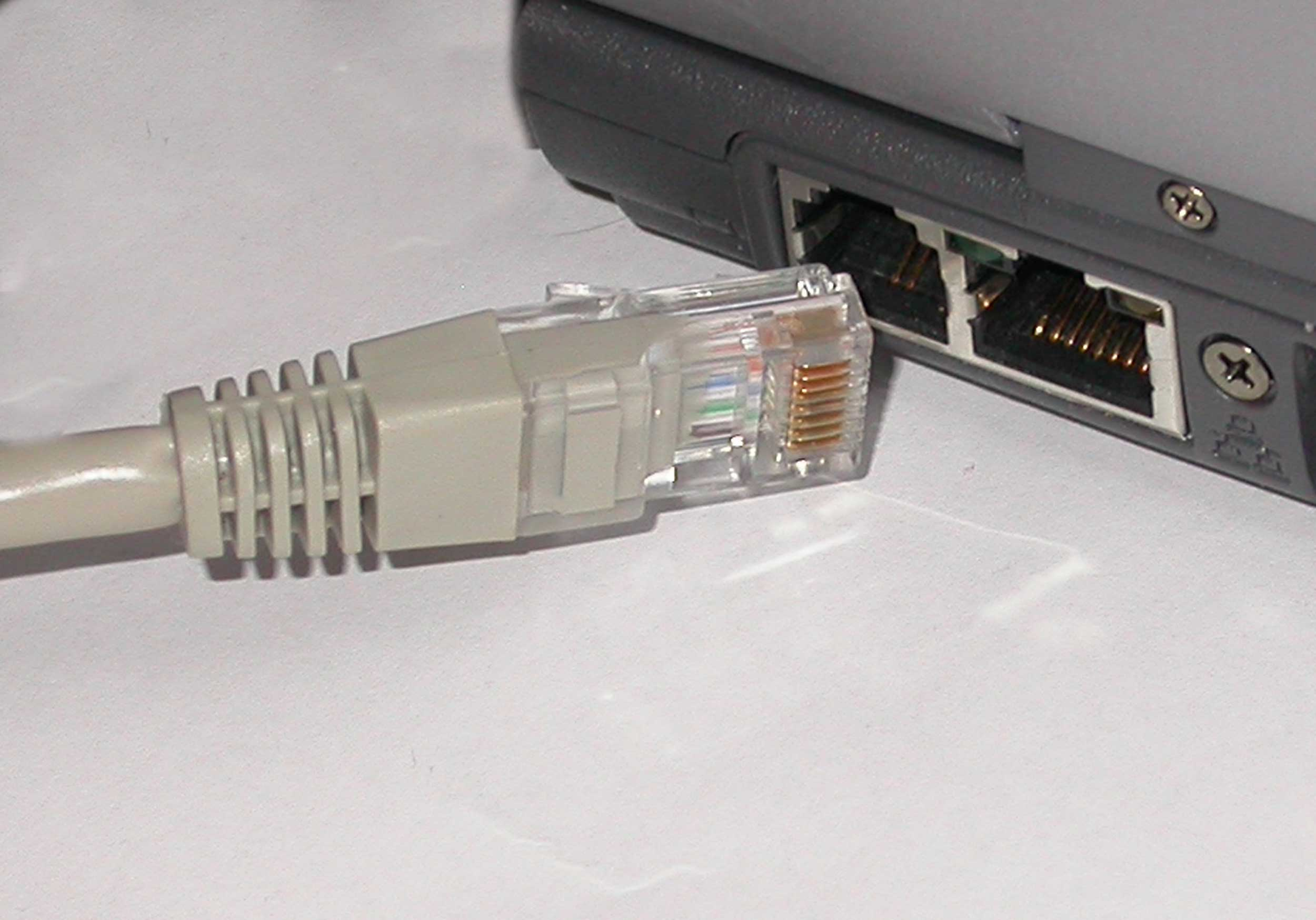
연선 LAN 케이블

대부분의 유선 네트워크 인프라는 RJ45 호환 종단이 있는 카테고리 5 케이블 또는 카테고리 6 연선 케이블을 활용한다. 이 매체는 다수의 IP 인식 장치에 있는 이더넷 인터페이스 간에 물리적 연결을 제공한다. 케이블 등급 및 설치 품질에 따라 최대 10 Mbit/s, 100 Mbit/s, 1 Gbit/s 또는 10 Gbit/s의 속도가 지원된다.

## 무선랜
무선랜에서 사용자는 서비스 영역 내에서 자유롭게 이동할 수 있다. 무선 네트워크는 설치 용이성, 편리성 및 유연성으로 인해 주택 및 소규모 사업장에서 인기를 얻었다. 대부분의 무선랜은 전기전자공학자협회에서 인증한 802.11 표준을 준수하는 무선 라디오 기술을 포함하는 장치로 구성된다. 대부분의 무선 가능 주거용 장치는 2.4 GHz 및 5GHz 주파수 모두에서 작동하며 802.11n 또는 802.11ac 표준에 속한다. 일부 구형 홈 네트워킹 장치는 802.11b 및 802.11g에서는 2.4GHz 주파수에서만, 또는 802.11a에서는 5GHz에서만 작동한다. 일부 최신 장치는 와이파이 6E에서는 6GHz 외에 위에 언급된 주파수에서도 작동한다. 와이파이는 IEEE 802.11 기술에 대한 마케팅 및 준수 인증이다. 와이파이 얼라이언스는 호환 제품을 테스트하고 상호 운용성을 인증한다. 이 기술은 스마트폰, 태블릿 컴퓨터 및 랩톱에 통합될 수 있다. 손님에게는 종종 핫스팟 서비스를 통해 인터넷 접속이 제공된다.

## 인프라 및 기술

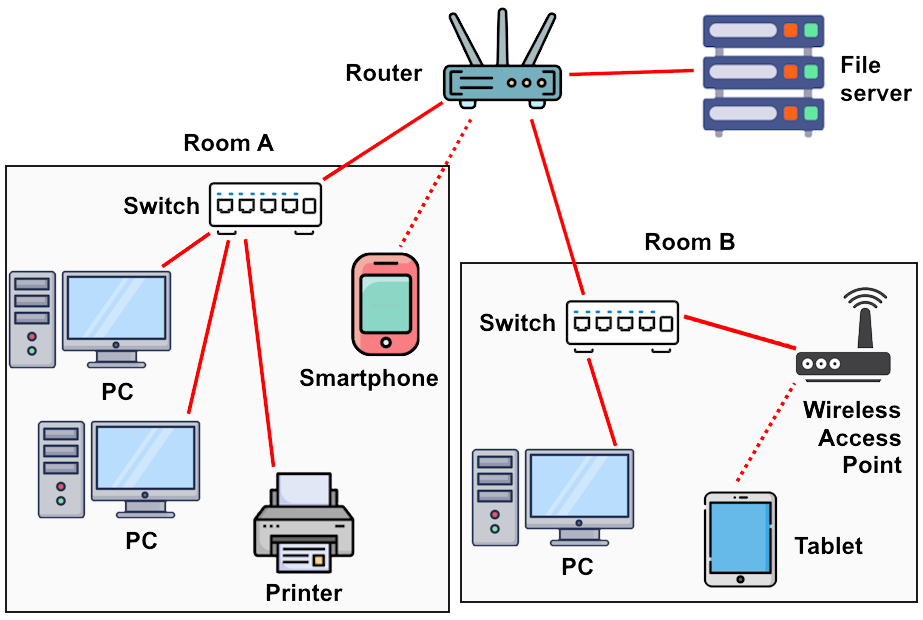
소규모 비즈니스 사무실의 LAN 개념도; 이 예시에는 각각 스위치가 있는 두 개의 방, 파일 서버, 유선 및 무선 연결이 혼합되어 있다. 이것은 스타 토폴로지이다.

사무실이나 학교 건물의 간단한 LAN은 일반적으로 케이블 연결과 하나 이상의 네트워크 스위치로 구성된다. 스위치는 LAN의 장치가 이더넷을 통해 서로 통신할 수 있도록 하는 데 사용된다. 스위치는 라우터, 케이블 모뎀 또는 ADSL 모뎀에 연결하여 인터넷에 접속할 수 있다. 주거용 주택의 LAN은 일반적으로 단일 라우터를 가지며 종종 무선 리피터를 포함할 수 있다. LAN은 방화벽, 부하분산, 네트워크 침입 탐지 시스템과 같은 다양한 다른 네트워크 장치를 포함할 수 있다. 무선 액세스 포인트는 무선 장치를 네트워크에 연결하는 데 필요하다. 라우터에 이 장치가 포함된 경우 이를 무선 라우터라고 한다.
고급 LAN은 루프를 방지하기 위해 신장 트리 프로토콜을 사용하는 스위치와 함께 중복 링크를 사용하고, QoS(QoS)를 통해 다양한 트래픽 유형을 관리하며, 가상 랜을 사용하여 트래픽을 분리하는 기능을 특징으로 한다. 네트워크 브리지는 두 개의 다른 LAN 또는 LAN 세그먼트를 서로 연결하며, 이는 종종 유선 전용 장치가 무선 네트워크 매체에 접근할 수 있도록 하기 위함이다.
네트워크 토폴로지는 장치와 네트워크 세그먼트 간의 상호 연결 레이아웃을 설명한다. 데이터 링크 계층 및 물리 계층에서 링, 버스, 메시 및 스타를 포함한 다양한 LAN 토폴로지가 사용되었다. 스타 토폴로지는 현대에 가장 일반적이다. 무선랜(WLAN)도 자체 토폴로지를 가지고 있다: 각 노드가 서로 직접 연결되는 독립적인 기본 서비스 세트(IBSS, 무선 애드혹 망)(이것은 또한 와이파이 다이렉트로 표준화되어 있다) 또는 무선 액세스 포인트를 사용하는 기본 서비스 세트(BSS, 인프라 네트워크).

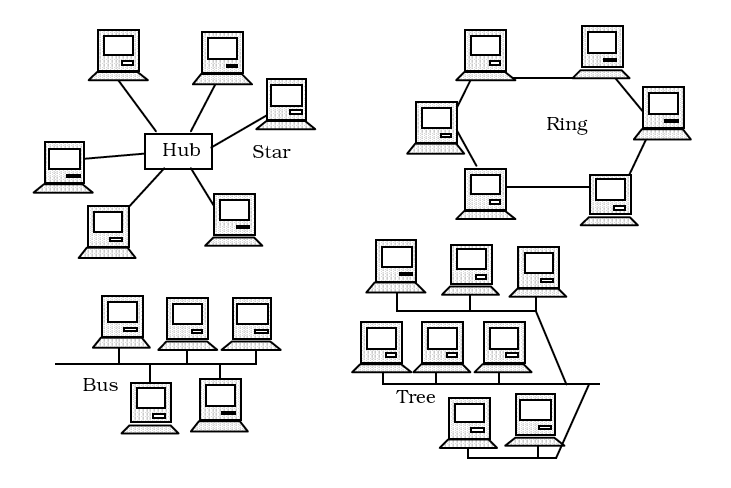
중앙 집중식 유선 LAN에서 사용될 수 있는 다양한 토폴로지: 스타, 링, 버스, 트리

### 네트워크 계층 구성
동적 호스트 구성 프로토콜은 근거리 통신망 구성원에게 내부 IP 주소를 할당하는 데 사용된다. DHCP 서버는 일반적으로 라우터에서 실행되며 최종 장치는 클라이언트이다. 모든 DHCP 클라이언트는 IP 주소, 기본 경로 및 하나 이상의 DNS 서버 주소를 얻기 위해 DHCP 프로토콜을 사용하여 구성 설정을 요청한다. 클라이언트가 이러한 설정을 구현하면 해당 인터네트워크에서 통신할 수 있다.

### 프로토콜
상위 네트워크 계층에서 넷바이오스, IPX/SPX, 애플토크 등과 같은 프로토콜이 한때 일반적이었으나, 오늘날 거의 모든 근거리 통신망에서 인터넷 프로토콜 스위트(TCP/IP)가 표준으로 자리 잡았다.

### 다른 LAN으로의 연결
LAN은 전용선, 임대 서비스 또는 가상사설망 기술을 사용하여 인터넷을 통해 다른 LAN과 연결을 유지할 수 있다. 연결이 설정되고 보안되는 방식과 관련된 거리에 따라 이러한 연결된 LAN은 도시권 통신망(MAN) 또는 광역 통신망(WAN)으로 분류될 수도 있다.

### 인터넷 연결
근거리 통신망은 고정 회선 방식(ADSL 모뎀과 같은 DSL/)을 통해 인터넷(광역 통신망의 일종)에 연결될 수 있으며, 또는 셀룰러나 위성 모뎀을 사용할 수도 있다. 이러한 방식은 또한 VDSL 및 VDSL2와 같은 전화선, 동축 케이블 또는 주택이나 사무실 건물로 직접 광섬유 케이블을 연결하는 FTTX, 또는 후자의 비고정 방식에서는 셀룰러 모뎀이나 위성 접시를 활용한다. 인터넷 접속 시 인터넷 서비스 제공자(ISP)는 네트워크에 단일 WAN 방향 IP 주소를 할당한다. 라우터는 WAN 인터페이스에 공급자의 IP 주소로 구성되며, 이 IP 주소는 네트워크 주소 변환을 통해 LAN의 모든 장치에서 공유된다.
가정용 게이트웨이는 서비스 제공자의 기본 통신 인프라를 통해 WAN에 대한 물리 계층 및 데이터 링크 계층 연결을 설정한다. 이러한 장치에는 일반적으로 이더넷용 네트워크 인터페이스 컨트롤러에 연결된 케이블, DSL 또는 광 모뎀이 포함되어 있다. 가정 및 소규모 기업용 라우터는 추가적인 편의를 위해 이러한 장치에 종종 통합되며, 또한 무선 액세스 포인트와 4포트 이더넷 스위치가 통합되어 있는 경우가 많다.
기존 가정 내 배선을 통해 고속(최대 1 Gbit/s) 근거리 통신망을 제공하는 ITU-T G.hn 및 IEEE 전력선 표준은 IPTV 전송을 위해 특별히 설계된 홈 네트워킹 기술의 예시이다.

## LAN의 역사와 발전

### 초기 설치
1960년대 후반 대학 및 연구실에서 컴퓨터에 대한 수요와 사용이 증가하면서 컴퓨터 시스템 간에 고속 상호 연결을 제공해야 할 필요성이 생겼다. 1970년 로렌스 방사선 연구소의 "옥토퍼스" 네트워크 성장을 자세히 설명하는 보고서는 당시 상황을 잘 보여주었다.
1970년대에는 여러 실험적인 초기 상업용 LAN 기술이 개발되었다. 제록스 PARC에서 1973년에서 1974년 사이에 이더넷이 개발되었다. 케임브리지 링은 1974년부터 케임브리지 대학교에서 개발되었다. ARCNET은 1976년 데이터포인트 코퍼레이션에서 개발되어 1977년에 발표되었다. 1977년 12월 뉴욕의 체이스 맨해튼 은행에 첫 상업적 설치가 이루어졌다. 1979년 유럽 의회 전자 투표 시스템은 수백(420개) 개의 마이크로프로세서 제어 투표 터미널을 마스터/슬레이브 중재 기능을 갖춘 멀티드롭 버스를 통해 투표/선택 중앙 장치에 연결한 첫 번째 LAN 설치였다. 이는 10킬로미터의 단순한 비차폐 연선 카테고리 3 케이블 (전화 시스템에 사용되는 것과 동일한 케이블)을 스트라스부르와 룩셈부르크에 있는 유럽 의회 본회의장의 벤치 내부에 설치하여 사용했다.
1970년대 후반 CP/M 운영 체제를 사용하는 개인용 컴퓨터의 개발 및 확산, 그리고 1981년부터 시작된 도스 기반 시스템은 많은 현장에서 수십 또는 수백 대의 컴퓨터로 성장했음을 의미한다. 네트워킹의 초기 원동력은 당시 고가였던 저장 공간과 프린터를 공유하는 것이었다. 이러한 개념에 대한 열광이 컸고, 1983년경부터 몇 년 동안 컴퓨터 산업 전문가들은 습관적으로 다가오는 해를 "LAN의 해"라고 선언했다.

### 경쟁 표준
실제로는 호환되지 않는 물리 계층 및 네트워크 프로토콜 구현의 확산과 수많은 자원 공유 방식으로 인해 개념이 손상되었다. 일반적으로 각 공급업체는 자체 유형의 네트워크 카드, 케이블, 프로토콜 및 네트워크 운영체제를 가지고 있었다. 해결책은 수십 가지의 경쟁하는 카드 및 케이블 유형에 대한 공정한 지원과 대부분의 경쟁사보다 훨씬 정교한 운영 체제를 제공하는 노벨 넷웨어의 출현과 함께 나타났다.
넷웨어의 경쟁자 중 바니안 바인즈만이 비교할 만한 기술적 강점을 가지고 있었지만, 바니안은 안정적인 기반을 확보하지 못했다. 쓰리콤은 3+Share를, 마이크로소프트는 MS-Net을 생산했다. 이들은 나중에 마이크로소프트와 3Com이 협력하여 간단한 네트워크 운영 체제인 LAN 관리자와 그 자매격인 IBM의 LAN 서버를 만드는 기초가 되었다. 이들 중 어느 것도 오래 지속되는 성공을 거두지 못했다. 넷웨어는 1983년 출시 직후부터 1990년대 중반 윈도우 NT가 출시될 때까지 개인용 컴퓨터 LAN 사업을 지배했다.
1983년, TCP/IP는 버지니아주 레스턴에 위치한 국방통신국 LAN 테스트베드에서 실제 국방부 애플리케이션을 지원할 수 있음이 처음으로 입증되었다. TCP/IP 기반 LAN은 텔넷, FTP, 그리고 국방부 원격 회의 애플리케이션을 성공적으로 지원했다. 이는 미국 전역의 지휘 센터에서 세계군사명령통제시스템(WWMCCS) 컴퓨터를 상호 연결하는 데 TCP/IP LAN을 활용하는 것의 타당성을 보여주었다. 그러나 WWMCCS는 그렇게 되기 전에 글로벌 지휘 통제 시스템(GCCS)으로 대체되었다.
같은 기간 동안 유닉스 워크스테이션은 TCP/IP 네트워킹을 사용하고 있었다. 워크스테이션 시장 부문은 현재 크게 축소되었지만, 이 분야에서 개발된 기술은 인터넷과 모든 형태의 네트워킹에 계속해서 영향을 미치고 있으며, TCP/IP 프로토콜은 초기 PC LAN에서 사용되던 IPX, 애플토크, NBF 및 기타 프로토콜을 대체했다.
이코넷은 아콘 컴퓨터의 저비용 근거리 통신망 시스템으로, 학교 및 소규모 사업장에서 사용하도록 고안되었다. 이 시스템은 1981년 아콘 아톰과 아콘 시스템 2/3/4 컴퓨터를 위해 처음 개발되었다.

### 추가 개발
1980년대에는 LAN을 위한 여러 토큰링 네트워크 구현이 개발되었다. IBM은 1985년에 자체 토큰링 구현을 출시했다. 이더넷은 4 Mbit/s의 속도로 실행되었다. IBM은 토큰링 시스템이 특히 부하가 걸린 상황에서 이더넷보다 우수하다고 주장했지만, 이러한 주장은 논란의 여지가 있었다. 느리지만 저렴한 AppleTalk가 Mac에서 인기를 끌었음에도 불구하고, 1987년 인포월드는 "IBM 세계에서도 어떤 LAN도 확실한 선두주자로 떠오르지 못했다"고 언급했다. IBM의 토큰링 구현은 IEEE 802.5 표준의 기반이 되었다. 16 Mbit/s 버전의 토큰링은 1989년 802.5 워킹 그룹에 의해 표준화되었다. IBM은 토큰링에 대한 시장 지배력을 가지고 있었는데, 예를 들어 1990년에는 IBM 장비가 토큰링 네트워크에서 가장 널리 사용되었다.
LAN 표준인 파이버 분산형 데이터 인터페이스(FDDI)는 1990년대 초중반에 매력적인 캠퍼스 백본 네트워크 기술로 여겨졌다. 기존 이더넷 네트워크는 10 Mbit/s 데이터 속도만 제공했고, 토큰링 네트워크는 4 Mbit/s 또는 16 Mbit/s 속도만 제공했기 때문이다. 따라서 그 시대에는 100 Mbit/s와 같은 비교적 높은 속도의 선택지였다.
1994년까지 공급업체에는 시스코 시스템즈, 내셔널 세미컨덕터, Network Peripherals, SysKonnect (마벨 테크놀로지 그룹에 인수됨), 그리고 쓰리콤이 있었다. FDDI 설치는 대부분 이더넷 배치로 대체되었다.

## 같이 보기
- 원거리 통신망
- 이더넷
- 컴퓨터 네트워크
- 네트워크 카드
- 광역 통신망(WAN)
- 도시 지역 통신망(MAN)
- IEEE 802
- 근거리무선통신